# Tal des Todes (Bydgoszcz)

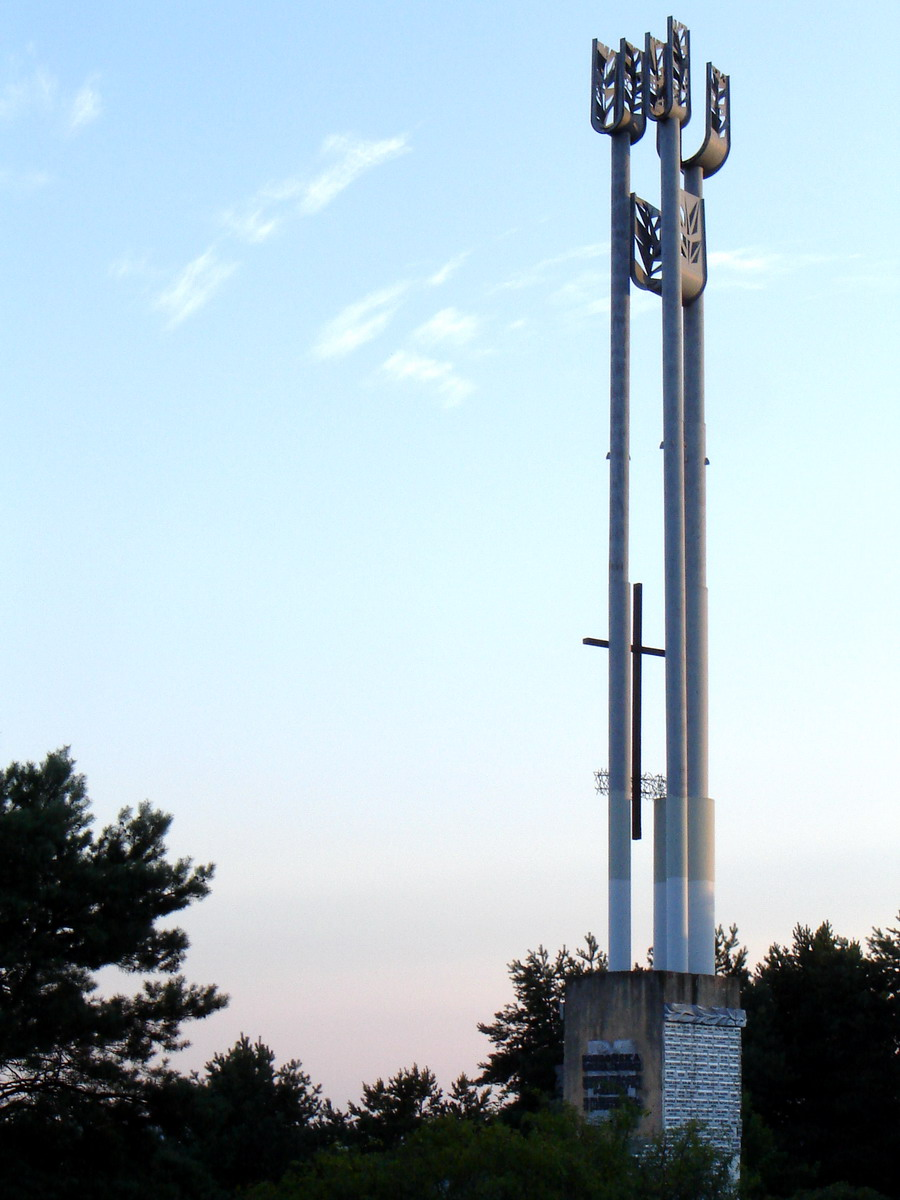
Gedenkstätte der Ermordeten des Todestales

Das Tal des Todes (polnisch Dolina Śmierci) liegt in Fordon, einem Stadtteil von Bydgoszcz (deutsch Bromberg) im Norden von Polen. Während des Zweiten Weltkrieges fanden hier Massenexekutionen an polnischen Zivilisten statt.

## Geschichte

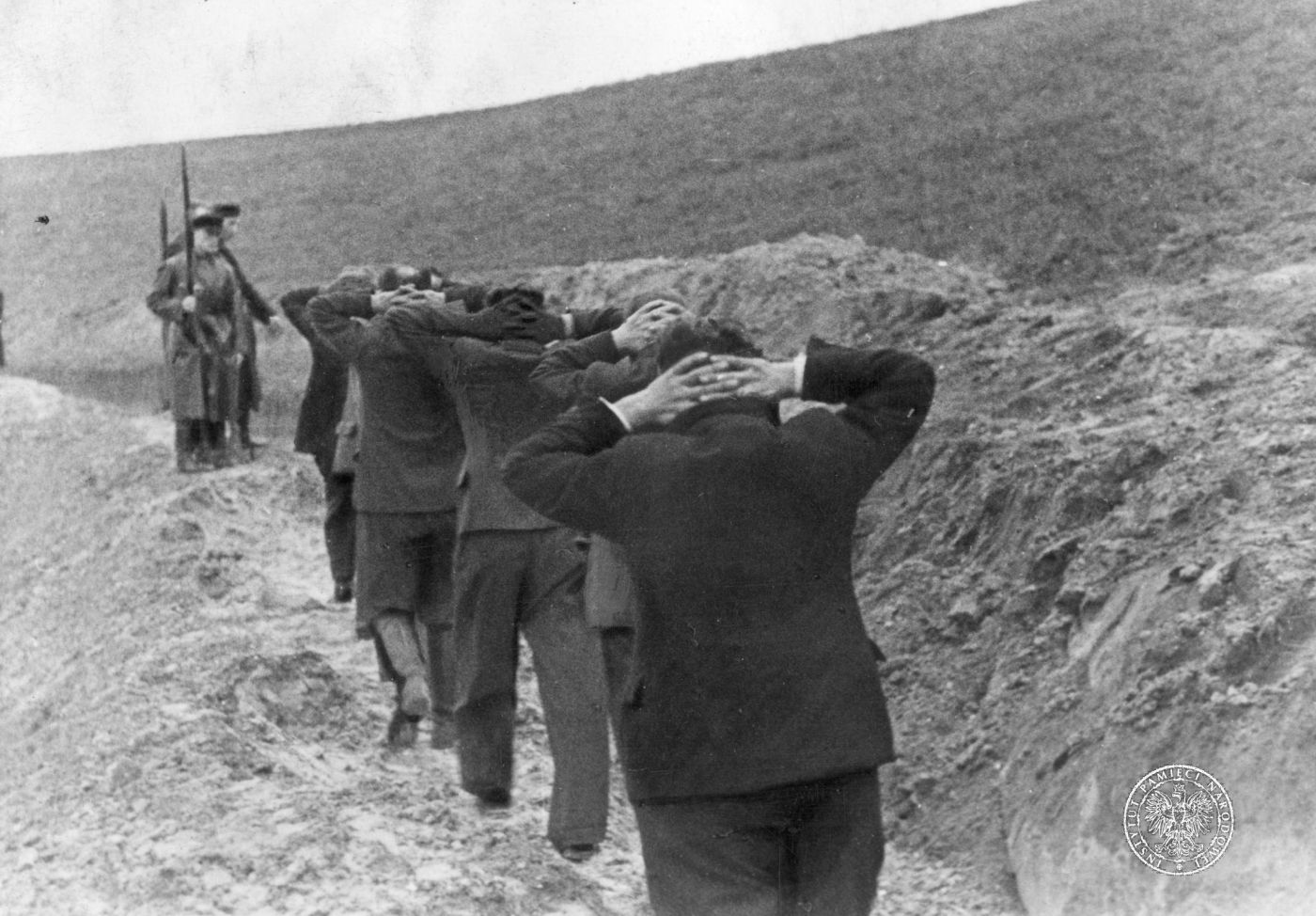
Lehrer aus Bydgoszcz auf dem Weg zur Exekution im Fordoner „Tal des Todes“ (1. November 1939)

Zwischen Anfang September und November 1939 wurden im Tal des Todes in Fordon Massenhinrichtungen an bis zu 5.000 polnischen und jüdischen Einwohnern aus Bydgoszcz und Umgebung im Rahmen der unmittelbar nach dem Überfall auf Polen und dem Bromberger Blutsonntag beginnenden „Intelligenzaktion“ durchgeführt. 1400 bis 3000 Menschen wurden dabei allein von Ende September bis Ende Oktober 1939 erschossen. Bei den Opfern handelte es sich vor allem um Lehrer, Beamte, Intellektuelle und Priester. Die Hinrichtungen wurden vom Volksdeutschen Selbstschutz, der von Ludolf-Hermann von Alvensleben kommandiert wurde, und dem Einsatzkommando 16 der Gestapo durchgeführt.
Die Opfer waren im sogenannten Sonderfahndungsbuch Polen vermerkt gewesen.
Die Hauptschuldigen waren Ludolf von Alvensleben und Jakub Löllgen, die anderen in die Verbrechen verwickelten Massenmörder:
- Sturmbannführer: Erich Sparmann, Meier, Schnug;
- SS-Mann: Baks;
- Volksdeutscher Selbstschutz: Wilhelm Neumann, Herbert Beitsch, Otto Erlichmann (NS-Bürgermeister von Fordon), Walter Gassmann.

Weitere Massengräber in der Umgebung von Bydgoszcz befinden sich in Tryszczyn und Borówno.